# Danny Califf
Danny Califf, né le 17 mars 1980 à Montclair (Californie), est un joueur international américain de soccer jouant au poste de défenseur. Formé avec les Terrapins du Maryland, il commence sa carrière professionnelle avec le Galaxy de Los Angeles avant de passer la saison 2005 chez le rival des Earthquakes de San José. Califf évolue ensuite quatre ans en première division danoise avant de revenir en Major League Soccer où il termine sa carrière au Toronto FC en 2013.

## Statistiques

### But international
|    | Date         | Lieu              | Adversaire | Résultat | Compétition  |
| -- | ------------ | ----------------- | ---------- | -------- | ------------ |
| 1. | 16 mars 2004 | Miami, États-Unis | Haïti      | 1-1      | Match amical |

## Palmarès

### En club
Galaxy de Los Angeles
- Vainqueur de la Coupe des champions de la CONCACAF en 2000
- Vainqueur de la Coupe des États-Unis en 2001
- Vainqueur du Supporters' Shield en 2002
- Vainqueur de la Coupe MLS en 2002
- Finaliste de la Coupe MLS en 2001
- Finaliste de la Coupe des États-Unis en 2002

 Earthquakes de San José
- Vainqueur du Supporters' Shield en 2005

 Aalborg BK
- Champion du Danemark en 2007-2008

### En sélection
États-Unis
- Vainqueur de la Gold Cup en 2002

### Distinctions individuelles
- Défenseur de l'année en MLS en 2000
- Membre de l'équipe-type de la MLS en 2005
- Membre de l'équipe des étoiles de la MLS en 2005